# Acrolyta alticola
Acrolyta alticola är en stekelart som först beskrevs av William Harris Ashmead 1890.  Acrolyta alticola ingår i släktet Acrolyta och familjen brokparasitsteklar. Inga underarter finns listade i Catalogue of Life.